# 佩蒂特
阿曼多·贡萨尔维斯·特谢拉（葡萄牙語：Armando Gonçalves Teixeira，1976年9月25日—），一般被稱為佩蒂特（Petit），是一名葡萄牙足球运动员，司職中場。

## 生平
這名球員是正宗的葡萄牙人，但在法國東部近德國邊境的斯特拉斯堡出生。而其名字「佩蒂特」（Petit）並非他實際名字，純粹是乳名用以紀念自己在法國出生。由出道至今他都是平平無奇，起先是在葡超聯賽小型球會打起，至2002年加盟班霸本菲卡，效力了六年。
他於2001年起已入選國家隊，可謂見證著葡萄牙國家隊的進步：2004年歐洲國家盃他隨隊贏得亞軍，2006年世界盃他還贏得殿軍，僅於四強準決賽不敵法國國家隊。

## 榮譽
- 葡超聯賽冠軍：2001年、2005年
- 葡萄牙盃：2004年
- 葡萄牙超級盃：2005年
- 葡萄牙足球先生：2001年
- 葡萄牙金球獎：2006年

## 外部連結
- Stats and profile at Zerozero[永久]
- Stats at ForaDeJogo （页面存档备份，存于） （葡萄牙文）
- PortuGOAL profile （页面存档备份，存于）
- fussballdaten.de：佩蒂特之統計數據 （德文）